# Jordi Carbonell i Pinyol
Jordi Carbonell i Pinyol (Barcelona, 4 de febrer de1933 - Barcelona, 8 de novembre de 2024) va ser un farmacèutic, lexicògraf i esperantista català. Va ser fill de Magí Carbonell, propietari del bar Chicago de Barcelona. Va estudiar música sota la direcció de Cristòfor Taltabull. L'any 1965 va col·laborar amb la prestigiosa revista en llengua catalana Serra d'Or com a crític musical, on va mostrar un especial interès per la música clàssica del segle xx. Va ser un membre actiu de l'associació de veïns del barri del Poble Sec de Barcelona, i hi va exercir com a professor de llengua catalana per a adults. Va ser membre de la Comissió Coordinadora Lexicogràfica de Ciències (1978-1982), vinculada a l'Institut d'Estudis Catalans, que tenia com a objectiu desenvolupar el diccionari científic en català.
Com a esperantista, va ser membre del jurat dels Jocs Florals Internacionals i va ser president de l'Associació Catalana d'Esperanto (KEA) des del 1987, durant el Centenari de l'Esperanto, fins al 1990. Va traduir al català la biografia de L. L. Zamenhof escrita per Marjorie Boulton. Amb Hèctor Alòs i Font va escriure un diccionari esperanto-català (1a ed., [abril] 1997; 2a rev., [setembre] 1997; 3a ed. com a llibre electrònic [pdf], 2003).

## Obres
- 1997: Diccionari essencial Esperanto-català. Sabadell: Associació Catalana d'Esperanto. — «L'última traducció (parcial) del Plena Ilustrita Vortaro [Diccionari Complet Il·lustrat de l'Esperanto, PIV]  de 1970 amb el Suplement de 1987 a una llengua nacional, deixant aproximadament dos terços dels encapçalaments del PIV, afegint i marcant unes 40 paraules que no són al PIV.»[8]